# یندا
یندا (به انگلیسی: Yenda) یک شهرک در استرالیا است که در نیو ساوت ولز واقع شده‌است.